# Top League (2011/2012)
Top League 2011/2012 – dziewiąta edycja Top League, najwyższego poziomu rozgrywek w rugby union w Japonii. Organizowane przez Japan Rugby Football Union zawody odbyły się w dniach 29 października 2011 – 26 lutego 2012 roku, a tytułu bronił zespół Sanyo Wild Knights.

## Faza zasadnicza
| 29 października 201112:01 | Ricoh Black Rams | 36:26(28:7) | Fukuoka Sanix Blues | Chichibunomiya Rugby Stadium, Tokio Widzów: 6 903 Sędzia: Taku Otsuki |
| 29 października 201112:01 |                  | 36:26(28:7) |                     | Chichibunomiya Rugby Stadium, Tokio Widzów: 6 903 Sędzia: Taku Otsuki |

| 29 października 201113:00 | Yamaha Júbilo | 55:18(20:13) | NTT Shining Arcs | Yamaha Stadium, Iwata Widzów: 9 514 Sędzia: Shinji Aida |
| 29 października 201113:00 |               | 55:18(20:13) |                  | Yamaha Stadium, Iwata Widzów: 9 514 Sędzia: Shinji Aida |

| 29 października 201113:01 | Kobelco Steelers | 38:17(28:3) | NEC Green Rockets | Kincho Stadium, Osaka Widzów: 4 723 Sędzia: Kyosuke Toda |
| 29 października 201113:01 |                  | 38:17(28:3) |                   | Kincho Stadium, Osaka Widzów: 4 723 Sędzia: Kyosuke Toda |

| 29 października 201114:05 | Sanyo Wild Knights | 26:31(9:16) | Suntory Sungoliath | Chichibunomiya Rugby Stadium, Tokio Widzów: 9 240 Sędzia: Akihisa Aso |
| 29 października 201114:05 |                    | 26:31(9:16) |                    | Chichibunomiya Rugby Stadium, Tokio Widzów: 9 240 Sędzia: Akihisa Aso |

| 30 października 201112:01 | Honda Heat | 19:19(10:13) | NTT Docomo Red Hurricanes | Kintetsu Hanazono Rugby Stadium, Higashiōsaka Widzów: 3 443 Sędzia: Shuhei Kubo |
| 30 października 201112:01 |            | 19:19(10:13) |                           | Kintetsu Hanazono Rugby Stadium, Higashiōsaka Widzów: 3 443 Sędzia: Shuhei Kubo |

| 30 października 201113:00 | Toyota Verblitz | 15:36(3:15) | Toshiba Brave Lupus | Mizuho Rugby Stadium, Nagoja Widzów: 4 113 Sędzia: Kazuhito Taniguchi |
| 30 października 201113:00 |                 | 15:36(3:15) |                     | Mizuho Rugby Stadium, Nagoja Widzów: 4 113 Sędzia: Kazuhito Taniguchi |

| 30 października 201114:00 | Kintetsu Liners | 32:16(13:9) | Coca-Cola West Red Sparks | Kintetsu Hanazono Rugby Stadium, Higashiōsaka Widzów: 6 524 Sędzia: Takashi Harada |
| 30 października 201114:00 |                 | 32:16(13:9) |                           | Kintetsu Hanazono Rugby Stadium, Higashiōsaka Widzów: 6 524 Sędzia: Takashi Harada |

| 5 listopada 201112:00 | Ricoh Black Rams | 17:45(10:9) | Yamaha Júbilo | Chichibunomiya Rugby Stadium, Tokio Widzów: 5 382 Sędzia: Ryuta Kudo |
| 5 listopada 201112:00 |                  | 17:45(10:9) |               | Chichibunomiya Rugby Stadium, Tokio Widzów: 5 382 Sędzia: Ryuta Kudo |

| 5 listopada 201112:00 | NTT Docomo Red Hurricanes | 15:46(8:27) | Suntory Sungoliath | Kintetsu Hanazono Rugby Stadium, Higashiōsaka Widzów: 7 823 Sędzia: Kimitoshi Shiozaki |
| 5 listopada 201112:00 |                           | 15:46(8:27) |                    | Kintetsu Hanazono Rugby Stadium, Higashiōsaka Widzów: 7 823 Sędzia: Kimitoshi Shiozaki |

| 5 listopada 201113:00 | NEC Green Rockets | 26:38(0:31) | Sanyo Wild Knights | Kashiwanoha Park Stadium, Kashiwa Widzów: 3 287 Sędzia: Tatsuya Matsuoka |
| 5 listopada 201113:00 |                   | 26:38(0:31) |                    | Kashiwanoha Park Stadium, Kashiwa Widzów: 3 287 Sędzia: Tatsuya Matsuoka |

| 5 listopada 201114:00 | Toyota Verblitz | 45:7(17:0) | Honda Heat | Mizuho Rugby Stadium, Nagoja Widzów: 3 055 Sędzia: Tomoyuki Matsugu |
| 5 listopada 201114:00 |                 | 45:7(17:0) |            | Mizuho Rugby Stadium, Nagoja Widzów: 3 055 Sędzia: Tomoyuki Matsugu |

| 5 listopada 201114:05 | Toshiba Brave Lupus | 34:14(5:7) | Coca-Cola West Red Sparks | Chichibunomiya Rugby Stadium, Tokio Widzów: 6 807 Sędzia: Shinji Aida |
| 5 listopada 201114:05 |                     | 34:14(5:7) |                           | Chichibunomiya Rugby Stadium, Tokio Widzów: 6 807 Sędzia: Shinji Aida |

| 5 listopada 201114:05 | Kintetsu Liners | 21:14(15:7) | Kobelco Steelers | Kintetsu Hanazono Rugby Stadium, Higashiōsaka Widzów: 9 022 Sędzia: Taku Otsuki |
| 5 listopada 201114:05 |                 | 21:14(15:7) |                  | Kintetsu Hanazono Rugby Stadium, Higashiōsaka Widzów: 9 022 Sędzia: Taku Otsuki |

| 6 listopada 201113:01 | NTT Shining Arcs | 27:10(8:3) | Fukuoka Sanix Blues | Big Swan Stadium, Niigata Widzów: 2 116 Sędzia: Akihisa Aso |
| 6 listopada 201113:01 |                  | 27:10(8:3) |                     | Big Swan Stadium, Niigata Widzów: 2 116 Sędzia: Akihisa Aso |

| 12 listopada 201112:00 | Ricoh Black Rams | 53:0(20:0) | Honda Heat | Chichibunomiya Rugby Stadium, Tokio Widzów: 4 457 Sędzia: Kimitoshi Shiozaki |
| 12 listopada 201112:00 |                  | 53:0(20:0) |            | Chichibunomiya Rugby Stadium, Tokio Widzów: 4 457 Sędzia: Kimitoshi Shiozaki |

| 12 listopada 201113:00 | Kintetsu Liners | 35:16(14:10) | Yamaha Júbilo | Kintetsu Hanazono Rugby Stadium, Higashiōsaka Widzów: 3 300 Sędzia: Shinji Aida |
| 12 listopada 201113:00 |                 | 35:16(14:10) |               | Kintetsu Hanazono Rugby Stadium, Higashiōsaka Widzów: 3 300 Sędzia: Shinji Aida |

| 12 listopada 201114:06 | NEC Green Rockets | 29:26(19:16) | Toyota Verblitz | Chichibunomiya Rugby Stadium, Tokio Widzów: 5 740 Sędzia: Takashi Harada |
| 12 listopada 201114:06 |                   | 29:26(19:16) |                 | Chichibunomiya Rugby Stadium, Tokio Widzów: 5 740 Sędzia: Takashi Harada |

| 12 listopada 201114:00 | Toshiba Brave Lupus | 73:7(38:0) | NTT Docomo Red Hurricanes | Morioka South Park Playing Field, Morioka Widzów: 3 942 Sędzia: Akihisa Aso |
| 12 listopada 201114:00 |                     | 73:7(38:0) |                           | Morioka South Park Playing Field, Morioka Widzów: 3 942 Sędzia: Akihisa Aso |

| 13 listopada 201113:02 | NTT Shining Arcs | 10:17(0:10) | Suntory Sungoliath | Yurtec Stadium Sendai, Sendai Widzów: 5 139 Sędzia: Taku Otsuki |
| 13 listopada 201113:02 |                  | 10:17(0:10) |                    | Yurtec Stadium Sendai, Sendai Widzów: 5 139 Sędzia: Taku Otsuki |

| 13 listopada 201113:03 | Fukuoka Sanix Blues | 27:34(10:20) | Kobelco Steelers | Honjō Athletic Stadium, Kitakyūshū Widzów: 2 478 Sędzia: Shuhei Kubo |
| 13 listopada 201113:03 |                     | 27:34(10:20) |                  | Honjō Athletic Stadium, Kitakyūshū Widzów: 2 478 Sędzia: Shuhei Kubo |

| 13 listopada 201114:01 | Sanyo Wild Knights | 43:17(15:0) | Coca-Cola West Red Sparks | Kumagaya Rugby Ground, Kumagaya Widzów: 2 433 Sędzia: Kazuhito Taniguchi |
| 13 listopada 201114:01 |                    | 43:17(15:0) |                           | Kumagaya Rugby Ground, Kumagaya Widzów: 2 433 Sędzia: Kazuhito Taniguchi |

| 19 listopada 201112:00 | NTT Shining Arcs | 19:10(6:3) | Kobelco Steelers | Chichibunomiya Rugby Stadium, Tokio Widzów: 3 639 Sędzia: Tatsuya Matsuoka |
| 19 listopada 201112:00 |                  | 19:10(6:3) |                  | Chichibunomiya Rugby Stadium, Tokio Widzów: 3 639 Sędzia: Tatsuya Matsuoka |

| 19 listopada 201113:00 | Toshiba Brave Lupus | 26:3(14:3) | Kintetsu Liners | Nippatsu Mitsuzawa Stadium, Jokohama Widzów: 1 496 Sędzia: Ryuta Kudo |
| 19 listopada 201113:00 |                     | 26:3(14:3) |                 | Nippatsu Mitsuzawa Stadium, Jokohama Widzów: 1 496 Sędzia: Ryuta Kudo |

| 19 listopada 201114:05 | Suntory Sungoliath | 26:13(10:10) | Yamaha Júbilo | Chichibunomiya Rugby Stadium, Tokio Widzów: 4 606 Sędzia: Akihisa Aso |
| 19 listopada 201114:05 |                    | 26:13(10:10) |               | Chichibunomiya Rugby Stadium, Tokio Widzów: 4 606 Sędzia: Akihisa Aso |

| 20 listopada 201112:00 | Coca-Cola West Red Sparks | 20:27(6:14) | Ricoh Black Rams | Level-5 Stadium, Fukuoka Widzów: 2 801 Sędzia: Shinji Aida |
| 20 listopada 201112:00 |                           | 20:27(6:14) |                  | Level-5 Stadium, Fukuoka Widzów: 2 801 Sędzia: Shinji Aida |

| 20 listopada 201113:02 | Honda Heat | 16:19(10:0) | Sanyo Wild Knights | Ashikaga Sports Park, Ashikaga Widzów: 2 097 Sędzia: Kyosuke Toda |
| 20 listopada 201113:02 |            | 16:19(10:0) |                    | Ashikaga Sports Park, Ashikaga Widzów: 2 097 Sędzia: Kyosuke Toda |

| 20 listopada 201114:05 | Fukuoka Sanix Blues | 15:32(10:13) | NEC Green Rockets | Level-5 Stadium, Fukuoka Widzów: 3 297 Sędzia: Taizō Hirabayashi |
| 20 listopada 201114:05 |                     | 15:32(10:13) |                   | Level-5 Stadium, Fukuoka Widzów: 3 297 Sędzia: Taizō Hirabayashi |

| 20 listopada 201114:31 | NTT Docomo Red Hurricanes | 10:62(3:24) | Toyota Verblitz | Coca-Cola West Hiroshima Stadium, Hiroszima Widzów: 3 104 Sędzia: Taku Otsuki |
| 20 listopada 201114:31 |                           | 10:62(3:24) |                 | Coca-Cola West Hiroshima Stadium, Hiroszima Widzów: 3 104 Sędzia: Taku Otsuki |

| 3 grudnia 201112:00 | Ricoh Black Rams | 8:23(8:13) | NEC Green Rockets | Chichibunomiya Rugby Stadium, Tokio Widzów: 2 666 Sędzia: Akihisa Aso |
| 3 grudnia 201112:00 |                  | 8:23(8:13) |                   | Chichibunomiya Rugby Stadium, Tokio Widzów: 2 666 Sędzia: Akihisa Aso |

| 3 grudnia 201113:00 | Toyota Verblitz | 29:26(18:10) | Kintetsu Liners | Mizuho Rugby Stadium, Nagoja Widzów: 2 015 Sędzia: Kazuhito Taniguchi |
| 3 grudnia 201113:00 |                 | 29:26(18:10) |                 | Mizuho Rugby Stadium, Nagoja Widzów: 2 015 Sędzia: Kazuhito Taniguchi |

| 3 grudnia 201114:05 | NTT Shining Arcs | 6:45(6:12) | Toshiba Brave Lupus | Chichibunomiya Rugby Stadium, Tokio Widzów: 4 018 Sędzia: Shinji Aida |
| 3 grudnia 201114:05 |                  | 6:45(6:12) |                     | Chichibunomiya Rugby Stadium, Tokio Widzów: 4 018 Sędzia: Shinji Aida |

| 4 grudnia 201113:00 | NTT Docomo Red Hurricanes | 32:57(13:21) | Sanyo Wild Knights | Kintetsu Hanazono Rugby Stadium, Higashiōsaka Widzów: 3 472 Sędzia: Taizō Hirabayashi |
| 4 grudnia 201113:00 |                           | 32:57(13:21) |                    | Kintetsu Hanazono Rugby Stadium, Higashiōsaka Widzów: 3 472 Sędzia: Taizō Hirabayashi |

| 4 grudnia 201113:00 | Coca-Cola West Red Sparks | 12:31(0:24) | Kobelco Steelers | Ehime Prefectural Sports Park Stadium, Matsuyama Widzów: 2 620 Sędzia: Tomoyuki Matsugu |
| 4 grudnia 201113:00 |                           | 12:31(0:24) |                  | Ehime Prefectural Sports Park Stadium, Matsuyama Widzów: 2 620 Sędzia: Tomoyuki Matsugu |

| 4 grudnia 201113:00 | Fukuoka Sanix Blues | 0:59(0:28) | Yamaha Júbilo | Global Arena, Munakata Widzów: 3 154 Sędzia: Kyosuke Toda |
| 4 grudnia 201113:00 |                     | 0:59(0:28) |               | Global Arena, Munakata Widzów: 3 154 Sędzia: Kyosuke Toda |

| 4 grudnia 201113:00 | Honda Heat | 14:45(7:17) | Suntory Sungoliath | KKWing Stadium, Kumamoto Widzów: 3 384 Sędzia: Takashi Harada |
| 4 grudnia 201113:00 |            | 14:45(7:17) |                    | KKWing Stadium, Kumamoto Widzów: 3 384 Sędzia: Takashi Harada |

| 10 grudnia 201112:00 | Sanyo Wild Knights | 52:21(31:7) | NTT Shining Arcs | Chichibunomiya Rugby Stadium, Tokio Widzów: 5 494 Sędzia: Akihisa Aso |
| 10 grudnia 201112:00 |                    | 52:21(31:7) |                  | Chichibunomiya Rugby Stadium, Tokio Widzów: 5 494 Sędzia: Akihisa Aso |

| 10 grudnia 201113:00 | Toyota Verblitz | 20:27(10:22) | Fukuoka Sanix Blues | Mizuho Rugby Stadium, Nagoja Widzów: 2 101 Sędzia: Ryuta Kudo |
| 10 grudnia 201113:00 |                 | 20:27(10:22) |                     | Mizuho Rugby Stadium, Nagoja Widzów: 2 101 Sędzia: Ryuta Kudo |

| 10 grudnia 201114:00 | Toshiba Brave Lupus | 19:24(19:12) | NEC Green Rockets | Chichibunomiya Rugby Stadium, Tokio Widzów: 7 537 Sędzia: Taku Otsuki |
| 10 grudnia 201114:00 |                     | 19:24(19:12) |                   | Chichibunomiya Rugby Stadium, Tokio Widzów: 7 537 Sędzia: Taku Otsuki |

| 11 grudnia 201113:05 | Suntory Sungoliath | 26:24(19:10) | Ricoh Black Rams | Yamanashi Chuo Bank Stadium, Kōfu Widzów: 3 067 Sędzia: Taizō Hirabayashi |
| 11 grudnia 201113:05 |                    | 26:24(19:10) |                  | Yamanashi Chuo Bank Stadium, Kōfu Widzów: 3 067 Sędzia: Taizō Hirabayashi |

| 11 grudnia 201113:00 | Honda Heat | 14:34(9:12) | Kintetsu Liners | Suzuka Sports Garden, Suzuka Widzów: 5 311 Sędzia: Kimitoshi Shiozaki |
| 11 grudnia 201113:00 |            | 14:34(9:12) |                 | Suzuka Sports Garden, Suzuka Widzów: 5 311 Sędzia: Kimitoshi Shiozaki |

| 11 grudnia 201113:01 | Kobelco Steelers | 29:32(15:3) | NTT Docomo Red Hurricanes | Momotaro Stadium, Okayama Widzów: 3 350 Sędzia: Kyosuke Toda |
| 11 grudnia 201113:01 |                  | 29:32(15:3) |                           | Momotaro Stadium, Okayama Widzów: 3 350 Sędzia: Kyosuke Toda |

| 11 grudnia 201113:01 | Coca-Cola West Red Sparks | 25:58(13:31) | Yamaha Júbilo | Tosu Stadium, Tosu Widzów: 2 293 Sędzia: Shuhei Kubo |
| 11 grudnia 201113:01 |                           | 25:58(13:31) |               | Tosu Stadium, Tosu Widzów: 2 293 Sędzia: Shuhei Kubo |

| 17 grudnia 201112:00 | NTT Shining Arcs | 34:24(22:3) | NTT Docomo Red Hurricanes | Chichibunomiya Rugby Stadium, Tokio Widzów: 8 897 Sędzia: Taizō Hirabayashi |
| 17 grudnia 201112:00 |                  | 34:24(22:3) |                           | Chichibunomiya Rugby Stadium, Tokio Widzów: 8 897 Sędzia: Taizō Hirabayashi |

| 17 grudnia 201113:05 | Kobelco Steelers | 21:10(5:10) | Toyota Verblitz | Ojiyama Stadium, Ōtsu Widzów: 3 855 Sędzia: Akihisa Aso |
| 17 grudnia 201113:05 |                  | 21:10(5:10) |                 | Ojiyama Stadium, Ōtsu Widzów: 3 855 Sędzia: Akihisa Aso |

| 17 grudnia 201114:05 | Suntory Sungoliath | 87:35(33:7) | Coca-Cola West Red Sparks | Chichibunomiya Rugby Stadium, Tokio Widzów: 10 219 Sędzia: Taku Otsuki |
| 17 grudnia 201114:05 |                    | 87:35(33:7) |                           | Chichibunomiya Rugby Stadium, Tokio Widzów: 10 219 Sędzia: Taku Otsuki |

| 18 grudnia 201113:00 | NEC Green Rockets | 50:21(31:7) | Honda Heat | Mito Municipal Stadium, Mito Widzów: 2 116 Sędzia: Shinji Aida |
| 18 grudnia 201113:00 |                   | 50:21(31:7) |            | Mito Municipal Stadium, Mito Widzów: 2 116 Sędzia: Shinji Aida |

| 18 grudnia 201113:00 | Yamaha Júbilo | 8:21(3:7) | Toshiba Brave Lupus | Yamaha Stadium, Iwata Widzów: 9 656 Sędzia: Kazuhito Taniguchi |
| 18 grudnia 201113:00 |               | 8:21(3:7) |                     | Yamaha Stadium, Iwata Widzów: 9 656 Sędzia: Kazuhito Taniguchi |

| 18 grudnia 201113:00 | Kintetsu Liners | 22:43(7:17) | Ricoh Black Rams | Nishikyogoku Athletic Stadium, Kioto Widzów: 2 221 Sędzia: Takashi Harada |
| 18 grudnia 201113:00 |                 | 22:43(7:17) |                  | Nishikyogoku Athletic Stadium, Kioto Widzów: 2 221 Sędzia: Takashi Harada |

| 18 grudnia 201113:00 | Fukuoka Sanix Blues | 17:78(10:38) | Sanyo Wild Knights | Miyazaki Athletic Stadium, Miyazaki Widzów: 2 441 Sędzia: Shuhei Kubo |
| 18 grudnia 201113:00 |                     | 17:78(10:38) |                    | Miyazaki Athletic Stadium, Miyazaki Widzów: 2 441 Sędzia: Shuhei Kubo |

| 24 grudnia 201112:00 | Yamaha Júbilo | 49:41(15:24) | NTT Docomo Red Hurricanes | Mizuho Rugby Stadium, Nagoja Widzów: 3 572 Sędzia: Akihisa Aso |
| 24 grudnia 201112:00 |               | 49:41(15:24) |                           | Mizuho Rugby Stadium, Nagoja Widzów: 3 572 Sędzia: Akihisa Aso |

| 24 grudnia 201112:00 | Coca-Cola West Red Sparks | 17:41(5:20) | Honda Heat | Level-5 Stadium, Fukuoka Widzów: 1 795 Sędzia: Shinji Aida |
| 24 grudnia 201112:00 |                           | 17:41(5:20) |            | Level-5 Stadium, Fukuoka Widzów: 1 795 Sędzia: Shinji Aida |

| 24 grudnia 201113:00 | NEC Green Rockets | 31:18(12:6) | NTT Shining Arcs | Fukuda Denshi Arena, Chiba Widzów: 2 530 Sędzia: Kyosuke Toda |
| 24 grudnia 201113:00 |                   | 31:18(12:6) |                  | Fukuda Denshi Arena, Chiba Widzów: 2 530 Sędzia: Kyosuke Toda |

| 24 grudnia 201114:05 | Toyota Verblitz | 15:45(10:16) | Suntory Sungoliath | Mizuho Rugby Stadium, Nagoja Widzów: 4 575 Sędzia: Shuhei Kubo |
| 24 grudnia 201114:05 |                 | 15:45(10:16) |                    | Mizuho Rugby Stadium, Nagoja Widzów: 4 575 Sędzia: Shuhei Kubo |

| 24 grudnia 201114:00 | Fukuoka Sanix Blues | 5:12(5:12) | Kintetsu Liners | Level-5 Stadium, Fukuoka Widzów: 2 312 Sędzia: Tomoyuki Matsugu |
| 24 grudnia 201114:00 |                     | 5:12(5:12) |                 | Level-5 Stadium, Fukuoka Widzów: 2 312 Sędzia: Tomoyuki Matsugu |

| 25 grudnia 201113:00 | Sanyo Wild Knights | 32:10(15:10) | Ricoh Black Rams | Otashi Sports Park, Ōta Widzów: 3 080 Sędzia: Taku Otsuki |
| 25 grudnia 201113:00 |                    | 32:10(15:10) |                  | Otashi Sports Park, Ōta Widzów: 3 080 Sędzia: Taku Otsuki |

| 25 grudnia 201113:00 | Kobelco Steelers | 22:19(10:0) | Toshiba Brave Lupus | Home's Stadium Kobe, Kobe Widzów: 7 424 Sędzia: Taizō Hirabayashi |
| 25 grudnia 201113:00 |                  | 22:19(10:0) |                     | Home's Stadium Kobe, Kobe Widzów: 7 424 Sędzia: Taizō Hirabayashi |

| 9 stycznia 201212:00 | Honda Heat | 7:48(0:17) | Toshiba Brave Lupus | Chichibunomiya Rugby Stadium, Tokio Widzów: 7 076 Sędzia: Ryuta Kudo |
| 9 stycznia 201212:00 |            | 7:48(0:17) |                     | Chichibunomiya Rugby Stadium, Tokio Widzów: 7 076 Sędzia: Ryuta Kudo |

| 9 stycznia 201212:00 | Toyota Verblitz | 18:26(7:10) | NTT Shining Arcs | Kintetsu Hanazono Rugby Stadium, Higashiōsaka Widzów: 4 244 Sędzia: Shuhei Kubo |
| 9 stycznia 201212:00 |                 | 18:26(7:10) |                  | Kintetsu Hanazono Rugby Stadium, Higashiōsaka Widzów: 4 244 Sędzia: Shuhei Kubo |

| 9 stycznia 201213:00 | Sanyo Wild Knights | 25:19(3:9) | Yamaha Júbilo | Otashi Sports Park, Ōta Widzów: 2 152 Sędzia: Taizō Hirabayashi |
| 9 stycznia 201213:00 |                    | 25:19(3:9) |               | Otashi Sports Park, Ōta Widzów: 2 152 Sędzia: Taizō Hirabayashi |

| 9 stycznia 201214:05 | Suntory Sungoliath | 35:29(17:8) | NEC Green Rockets | Chichibunomiya Rugby Stadium, Tokio Widzów: 8 932 Sędzia: Taku Otsuki |
| 9 stycznia 201214:05 |                    | 35:29(17:8) |                   | Chichibunomiya Rugby Stadium, Tokio Widzów: 8 932 Sędzia: Taku Otsuki |

| 9 stycznia 201214:05 | NTT Docomo Red Hurricanes | 25:39(12:15) | Kintetsu Liners | Kintetsu Hanazono Rugby Stadium, Higashiōsaka Widzów: 6 351 Sędzia: Tatsuya Matsuoka |
| 9 stycznia 201214:05 |                           | 25:39(12:15) |                 | Kintetsu Hanazono Rugby Stadium, Higashiōsaka Widzów: 6 351 Sędzia: Tatsuya Matsuoka |

| 9 stycznia 201214:05 | Fukuoka Sanix Blues | 31:24(21:10) | Coca-Cola West Red Sparks | Level-5 Stadium, Fukuoka Widzów: 3 038 Sędzia: Kyosuke Toda |
| 9 stycznia 201214:05 |                     | 31:24(21:10) |                           | Level-5 Stadium, Fukuoka Widzów: 3 038 Sędzia: Kyosuke Toda |

| 9 stycznia 201214:00 | Kobelco Steelers | 27:31(10:3) | Ricoh Black Rams | Kobe Universiade Memorial Stadium, Kobe Widzów: 3 847 Sędzia: Takashi Harada |
| 9 stycznia 201214:00 |                  | 27:31(10:3) |                  | Kobe Universiade Memorial Stadium, Kobe Widzów: 3 847 Sędzia: Takashi Harada |

| 15 stycznia 201212:00 | Ricoh Black Rams | 33:33(26:16) | NTT Shining Arcs | Chichibunomiya Rugby Stadium, Tokio Widzów: 5 681 Sędzia: Taizō Hirabayashi |
| 15 stycznia 201212:00 |                  | 33:33(26:16) |                  | Chichibunomiya Rugby Stadium, Tokio Widzów: 5 681 Sędzia: Taizō Hirabayashi |

| 15 stycznia 201212:00 | Yamaha Júbilo | 19:23(13:15) | NEC Green Rockets | Kintetsu Hanazono Rugby Stadium, Higashiōsaka Widzów: 3 310 Sędzia: Kazuhito Taniguchi |
| 15 stycznia 201212:00 |               | 19:23(13:15) |                   | Kintetsu Hanazono Rugby Stadium, Higashiōsaka Widzów: 3 310 Sędzia: Kazuhito Taniguchi |

| 15 stycznia 201212:00 | Coca-Cola West Red Sparks | 23:11(13:11) | NTT Docomo Red Hurricanes | Kagoshima Kamoike Stadium, Kagoshima Widzów: 4 450 Sędzia: Tatsuya Matsuoka |
| 15 stycznia 201212:00 |                           | 23:11(13:11) |                           | Kagoshima Kamoike Stadium, Kagoshima Widzów: 4 450 Sędzia: Tatsuya Matsuoka |

| 15 stycznia 201213:00 | Kobelco Steelers | 52:23(26:6) | Honda Heat | Home's Stadium Kobe, Kobe Widzów: 3 194 Sędzia: Kyosuke Toda |
| 15 stycznia 201213:00 |                  | 52:23(26:6) |            | Home's Stadium Kobe, Kobe Widzów: 3 194 Sędzia: Kyosuke Toda |

| 15 stycznia 201214:05 | Suntory Sungoliath | 43:26(31:0) | Kintetsu Liners | Chichibunomiya Rugby Stadium, Tokio Widzów: 6 832 Sędzia: Akihisa Aso |
| 15 stycznia 201214:05 |                    | 43:26(31:0) |                 | Chichibunomiya Rugby Stadium, Tokio Widzów: 6 832 Sędzia: Akihisa Aso |

| 15 stycznia 201214:05 | Sanyo Wild Knights | 31:27(15:17) | Toyota Verblitz | Kintetsu Hanazono Rugby Stadium, Higashiōsaka Widzów: 4 148 Sędzia: Taku Otsuki |
| 15 stycznia 201214:05 |                    | 31:27(15:17) |                 | Kintetsu Hanazono Rugby Stadium, Higashiōsaka Widzów: 4 148 Sędzia: Taku Otsuki |

| 15 stycznia 201214:00 | Toshiba Brave Lupus | 35:10(14:10) | Fukuoka Sanix Blues | Kagoshima Kamoike Stadium, Kagoshima Widzów: 5 570 Sędzia: Shuhei Kubo |
| 15 stycznia 201214:00 |                     | 35:10(14:10) |                     | Kagoshima Kamoike Stadium, Kagoshima Widzów: 5 570 Sędzia: Shuhei Kubo |

| 21 stycznia 201213:00 | Yamaha Júbilo | 15:22(15:12) | Toyota Verblitz | Yamaha Stadium, Iwata Widzów: 4 669 Sędzia: Akihisa Aso |
| 21 stycznia 201213:00 |               | 15:22(15:12) |                 | Yamaha Stadium, Iwata Widzów: 4 669 Sędzia: Akihisa Aso |

| 22 stycznia 201212:00 | NEC Green Rockets | 24:18(7:6) | Coca-Cola West Red Sparks | Chichibunomiya Rugby Stadium, Tokio Widzów: 3 912 Sędzia: Kimitoshi Shiozaki |
| 22 stycznia 201212:00 |                   | 24:18(7:6) |                           | Chichibunomiya Rugby Stadium, Tokio Widzów: 3 912 Sędzia: Kimitoshi Shiozaki |

| 22 stycznia 201212:00 | NTT Docomo Red Hurricanes | 21:68(0:33) | Ricoh Black Rams | Kintetsu Hanazono Rugby Stadium, Higashiōsaka Widzów: 4 740 Sędzia: Shuhei Kubo |
| 22 stycznia 201212:00 |                           | 21:68(0:33) |                  | Kintetsu Hanazono Rugby Stadium, Higashiōsaka Widzów: 4 740 Sędzia: Shuhei Kubo |

| 22 stycznia 201213:00 | Sanyo Wild Knights | 29:27(10:13) | Kobelco Steelers | Otashi Sports Park, Ōta Widzów: 2 010 Sędzia: Kyosuke Toda |
| 22 stycznia 201213:00 |                    | 29:27(10:13) |                  | Otashi Sports Park, Ōta Widzów: 2 010 Sędzia: Kyosuke Toda |

| 22 stycznia 201213:00 | Honda Heat | 14:27(14:12) | Fukuoka Sanix Blues | Suzuka Sports Garden, Suzuka Widzów: 3 573 Sędzia: Taizō Hirabayashi |
| 22 stycznia 201213:00 |            | 14:27(14:12) |                     | Suzuka Sports Garden, Suzuka Widzów: 3 573 Sędzia: Taizō Hirabayashi |

| 22 stycznia 201214:05 | Suntory Sungoliath | 18:21(6:7) | Toshiba Brave Lupus | Chichibunomiya Rugby Stadium, Tokio Widzów: 5 921 Sędzia: Takashi Harada |
| 22 stycznia 201214:05 |                    | 18:21(6:7) |                     | Chichibunomiya Rugby Stadium, Tokio Widzów: 5 921 Sędzia: Takashi Harada |

| 22 stycznia 201214:05 | Kintetsu Liners | 38:33(21:20) | NTT Shining Arcs | Kintetsu Hanazono Rugby Stadium, Higashiōsaka Widzów: 5 411 Sędzia: Taku Otsuki |
| 22 stycznia 201214:05 |                 | 38:33(21:20) |                  | Kintetsu Hanazono Rugby Stadium, Higashiōsaka Widzów: 5 411 Sędzia: Taku Otsuki |

| 28 stycznia 201212:00 | NTT Shining Arcs | 35:45(7:24) | Honda Heat | Chichibunomiya Rugby Stadium, Tokio Widzów: 3 877 Sędzia: Tatsuya Matsuoka |
| 28 stycznia 201212:00 |                  | 35:45(7:24) |            | Chichibunomiya Rugby Stadium, Tokio Widzów: 3 877 Sędzia: Tatsuya Matsuoka |

| 28 stycznia 201212:00 | Coca-Cola West Red Sparks | 28:33(7:33) | Toyota Verblitz | Kintetsu Hanazono Rugby Stadium, Higashiōsaka Widzów: 3 168 Sędzia: Takashi Harada |
| 28 stycznia 201212:00 |                           | 28:33(7:33) |                 | Kintetsu Hanazono Rugby Stadium, Higashiōsaka Widzów: 3 168 Sędzia: Takashi Harada |

| 28 stycznia 201214:05 | NEC Green Rockets | 19:28(12:7) | NTT Docomo Red Hurricanes | Chichibunomiya Rugby Stadium, Tokio Widzów: 6 284 Sędzia: Kyosuke Toda |
| 28 stycznia 201214:05 |                   | 19:28(12:7) |                           | Chichibunomiya Rugby Stadium, Tokio Widzów: 6 284 Sędzia: Kyosuke Toda |

| 28 stycznia 201214:05 | Kintetsu Liners | 22:25(14:10) | Sanyo Wild Knights | Kintetsu Hanazono Rugby Stadium, Higashiōsaka Widzów: 4 748 Sędzia: Akihisa Aso |
| 28 stycznia 201214:05 |                 | 22:25(14:10) |                    | Kintetsu Hanazono Rugby Stadium, Higashiōsaka Widzów: 4 748 Sędzia: Akihisa Aso |

| 29 stycznia 201213:00 | Kobelco Steelers | 16:16(7:10) | Yamaha Júbilo | Home's Stadium Kobe, Kobe Widzów: 5 547 Sędzia: Taizō Hirabayashi |
| 29 stycznia 201213:00 |                  | 16:16(7:10) |               | Home's Stadium Kobe, Kobe Widzów: 5 547 Sędzia: Taizō Hirabayashi |

| 29 stycznia 201214:00 | Fukuoka Sanix Blues | 22:61(0:33) | Suntory Sungoliath | Global Arena, Munakata Widzów: 2 913 Sędzia: Taku Otsuki |
| 29 stycznia 201214:00 |                     | 22:61(0:33) |                    | Global Arena, Munakata Widzów: 2 913 Sędzia: Taku Otsuki |

| 29 stycznia 201214:05 | Ricoh Black Rams | 14:39(0:19) | Toshiba Brave Lupus | Chichibunomiya Rugby Stadium, Tokio Widzów: 5 363 Sędzia: Kazuhito Taniguchi |
| 29 stycznia 201214:05 |                  | 14:39(0:19) |                     | Chichibunomiya Rugby Stadium, Tokio Widzów: 5 363 Sędzia: Kazuhito Taniguchi |

| 4 lutego 201212:00 | NTT Docomo Red Hurricanes | 26:37(12:8) | Fukuoka Sanix Blues | Kintetsu Hanazono Rugby Stadium, Higashiōsaka Widzów: 4 019 Sędzia: Kazuhito Taniguchi |
| 4 lutego 201212:00 |                           | 26:37(12:8) |                     | Kintetsu Hanazono Rugby Stadium, Higashiōsaka Widzów: 4 019 Sędzia: Kazuhito Taniguchi |

| 4 lutego 201214:05 | Kintetsu Liners | 31:22(9:12) | NEC Green Rockets | Kintetsu Hanazono Rugby Stadium, Higashiōsaka Widzów: 5 467 Sędzia: Shuhei Kubo |
| 4 lutego 201214:05 |                 | 31:22(9:12) |                   | Kintetsu Hanazono Rugby Stadium, Higashiōsaka Widzów: 5 467 Sędzia: Shuhei Kubo |

| 5 lutego 201212:00 | Suntory Sungoliath | 32:28(17:18) | Kobelco Steelers | Chichibunomiya Rugby Stadium, Tokio Widzów: 10 944 Sędzia: Shinji Aida |
| 5 lutego 201212:00 |                    | 32:28(17:18) |                  | Chichibunomiya Rugby Stadium, Tokio Widzów: 10 944 Sędzia: Shinji Aida |

| 5 lutego 201213:00 | Yamaha Júbilo | 35:5(10:5) | Honda Heat | Yamaha Stadium, Iwata Widzów: 6 839 Sędzia: Tomoyuki Matsugu |
| 5 lutego 201213:00 |               | 35:5(10:5) |            | Yamaha Stadium, Iwata Widzów: 6 839 Sędzia: Tomoyuki Matsugu |

| 5 lutego 201213:00 | Toyota Verblitz | 19:22(19:17) | Ricoh Black Rams | Mizuho Rugby Stadium, Nagoja Widzów: 3 802 Sędzia: Akihisa Aso |
| 5 lutego 201213:00 |                 | 19:22(19:17) |                  | Mizuho Rugby Stadium, Nagoja Widzów: 3 802 Sędzia: Akihisa Aso |

| 5 lutego 201213:00 | Coca-Cola West Red Sparks | 36:42(12:14) | NTT Shining Arcs | Level-5 Stadium, Fukuoka Widzów: 2 518 Sędzia: Taizō Hirabayashi |
| 5 lutego 201213:00 |                           | 36:42(12:14) |                  | Level-5 Stadium, Fukuoka Widzów: 2 518 Sędzia: Taizō Hirabayashi |

| 5 lutego 201214:05 | Toshiba Brave Lupus | 59:25(26:5) | Sanyo Wild Knights | Chichibunomiya Rugby Stadium, Tokio Widzów: 13 017 Sędzia: Taku Otsuki |
| 5 lutego 201214:05 |                     | 59:25(26:5) |                    | Chichibunomiya Rugby Stadium, Tokio Widzów: 13 017 Sędzia: Taku Otsuki |

## Play-off
|  |                     |                     |                    |                    |    |                    |                    |       |
|  | Półfinał            | Półfinał            | Półfinał           |                    |    | Finał              | Finał              | Finał |
|  | Półfinał            | Półfinał            | Półfinał           |                    |    | Finał              | Finał              | Finał |
|  | 19 lutego 2012      |                     |                    |                    |    |                    |                    |       |
|  |                     |                     |                    |                    |    |                    |                    |       |
|  | Suntory Sungoliath  | Suntory Sungoliath  | 56                 |                    |    |                    |                    |       |
|  | Suntory Sungoliath  | Suntory Sungoliath  | 56                 | 26 lutego 2012     |    |                    |                    |       |
|  | NEC Green Rockets   | NEC Green Rockets   | 8                  |                    |    |                    |                    |       |
|  | NEC Green Rockets   | NEC Green Rockets   | 8                  |                    |    | Suntory Sungoliath | Suntory Sungoliath | 47    |
|  | 19 lutego 2012      |                     |                    |                    |    | Suntory Sungoliath | Suntory Sungoliath | 47    |
|  |                     |                     | Sanyo Wild Knights | Sanyo Wild Knights | 28 |                    |                    |       |
|  | Sanyo Wild Knights  | Sanyo Wild Knights  | Sanyo Wild Knights | Sanyo Wild Knights | 28 | 37                 |                    |       |
|  | Sanyo Wild Knights  | Sanyo Wild Knights  |                    |                    |    |                    |                    |       |
|  | Toshiba Brave Lupus | Toshiba Brave Lupus | 25                 |                    |    |                    |                    |       |
|  | Toshiba Brave Lupus | Toshiba Brave Lupus | 25                 |                    |    |                    |                    |       |

| 19 lutego 201214:05 | Suntory Sungoliath | 56:8(37:3) | NEC Green Rockets | Chichibunomiya Rugby Stadium, Tokio Widzów: 12 115 Sędzia: Taku Otsuki |
| 19 lutego 201214:05 |                    | 56:8(37:3) |                   | Chichibunomiya Rugby Stadium, Tokio Widzów: 12 115 Sędzia: Taku Otsuki |

| 19 lutego 201212:00 | Sanyo Wild Knights | 37:25(9:3) | Toshiba Brave Lupus | Chichibunomiya Rugby Stadium, Tokio Widzów: 10 771 Sędzia: Akihisa Aso |
| 19 lutego 201212:00 |                    | 37:25(9:3) |                     | Chichibunomiya Rugby Stadium, Tokio Widzów: 10 771 Sędzia: Akihisa Aso |

| 26 lutego 201214:04 | Suntory Sungoliath | 47:28(20:13) | Sanyo Wild Knights | Chichibunomiya Rugby Stadium, Tokio Widzów: 10 546 Sędzia: Taizō Hirabayashi |
| 26 lutego 201214:04 |                    | 47:28(20:13) |                    | Chichibunomiya Rugby Stadium, Tokio Widzów: 10 546 Sędzia: Taizō Hirabayashi |

## Baraże

### Challenge 2
| 25 grudnia 201113:00 | JR Kyushu Thunders | 5:19(5:7) | Chubu Electric Power Rugby | Level-5 Stadium, Fukuoka Widzów: 570 Sędzia: Hiroki Shimomura |
| 25 grudnia 201113:00 |                    | 5:19(5:7) |                            | Level-5 Stadium, Fukuoka Widzów: 570 Sędzia: Hiroki Shimomura |

| 3 stycznia 201213:00 | Kubota Spears | 99:21(50:0) | JR Kyushu Thunders | Chichibunomiya Rugby Stadium, Tokio Widzów: 891 Sędzia: Masaya Kato |
| 3 stycznia 201213:00 |               | 99:21(50:0) |                    | Chichibunomiya Rugby Stadium, Tokio Widzów: 891 Sędzia: Masaya Kato |

| 14 stycznia 201213:00 | Chubu Electric Power Rugby | 19:71(5:31) | Kubota Spears | Kintetsu Hanazono Rugby Stadium, Higashiōsaka Widzów: 1 149 Sędzia: Maeda Suke |
| 14 stycznia 201213:00 |                            | 19:71(5:31) |               | Kintetsu Hanazono Rugby Stadium, Higashiōsaka Widzów: 1 149 Sędzia: Maeda Suke |

Drużyna Kubota Spears zyskała prawo gry w Challenge 1.

### Challenge 1
| 29 stycznia 201212:00 | Kyuden Voltex | 15:28(10:10) | Kubota Spears | Kintetsu Hanazono Rugby Stadium, Higashiōsaka Widzów: 3 107 Sędzia: Shinji Aida |
| 29 stycznia 201212:00 |               | 15:28(10:10) |               | Kintetsu Hanazono Rugby Stadium, Higashiōsaka Widzów: 3 107 Sędzia: Shinji Aida |

| 29 stycznia 201214:00 | Toyota Industries Shuttles | 24:46(10:10) | Canon Eagles | Kintetsu Hanazono Rugby Stadium, Higashiōsaka Widzów: 4 170 Sędzia: Shuhei Kubo |
| 29 stycznia 201214:00 |                            | 24:46(10:10) |              | Kintetsu Hanazono Rugby Stadium, Higashiōsaka Widzów: 4 170 Sędzia: Shuhei Kubo |

| 4 lutego 201212:00 | Canon Eagles | 37:24(10:3) | Kubota Spears | Level-5 Stadium, Fukuoka Widzów: 2 432 Sędzia: Kyosuke Toda |
| 4 lutego 201212:00 |              | 37:24(10:3) |               | Level-5 Stadium, Fukuoka Widzów: 2 432 Sędzia: Kyosuke Toda |

| 4 lutego 201214:00 | Kyuden Voltex | 22:13(12:10) | Toyota Industries Shuttles | Level-5 Stadium, Fukuoka Widzów: 3 787 Sędzia: Ryuta Kudo |
| 4 lutego 201214:00 |               | 22:13(12:10) |                            | Level-5 Stadium, Fukuoka Widzów: 3 787 Sędzia: Ryuta Kudo |

| 11 lutego 201212:01 | Toyota Industries Shuttles | 24:58(7:26) | Kubota Spears | Chichibunomiya Rugby Stadium, Tokio Widzów: 2 911 Sędzia: Kazuhito Taniguchi |
| 11 lutego 201212:01 |                            | 24:58(7:26) |               | Chichibunomiya Rugby Stadium, Tokio Widzów: 2 911 Sędzia: Kazuhito Taniguchi |

| 11 lutego 201214:00 | Canon Eagles | 17:68(17:35) | Kyuden Voltex | Chichibunomiya Rugby Stadium, Tokio Widzów: 4 682 Sędzia: Shuhei Kubo |
| 11 lutego 201214:00 |              | 17:68(17:35) |               | Chichibunomiya Rugby Stadium, Tokio Widzów: 4 682 Sędzia: Shuhei Kubo |

Bezpośrednio do Top League awansowały zespoły Canon Eagles i Kyuden Voltex, pozostałe dwie drużyny zyskały prawo gry w barażu.

### Baraże
| 3 marca 201213:00 | Fukuoka Sanix Blues | 39:17(15:5) | Toyota Industries Shuttles | Global Arena, Munakata Widzów: 1 419 Sędzia: Kazuhito Taniguchi |
| 3 marca 201213:00 |                     | 39:17(15:5) |                            | Global Arena, Munakata Widzów: 1 419 Sędzia: Kazuhito Taniguchi |

| 3 marca 201213:00 | NTT Docomo Red Hurricanes | 29:27(17:10) | Kubota Spears | Kintetsu Hanazono Rugby Stadium, Higashiōsaka Widzów: 3 944 Sędzia: Kyosuke Toda |
| 3 marca 201213:00 |                           | 29:27(17:10) |               | Kintetsu Hanazono Rugby Stadium, Higashiōsaka Widzów: 3 944 Sędzia: Kyosuke Toda |

Obydwa walczące o utrzymanie zespoły obroniły swoje miejsce w najwyższej klasie rozgrywkowej.

## Wyróżnienia indywidualne

### Najlepsza piętnastka sezonu
| Poz. |  | Zawodnik           |
| ---- |  | ------------------ |
| F    |  | Hisateru Hirashima |
| M    |  | Shōta Horie        |
| F    |  | Kensuke Hatakeyama |
| Wsp  |  | Hitoshi Ono        |
| Wsp  |  | Daniel Heenan      |
| R    |  | George Smith       |
| R    |  | Michael Leitch     |
| WM   |  | Masato Toyoda      |

| Poz. |  | Zawodnik            |
| ---- |  | ------------------- |
| ŁM   |  | Atsushi Hiwasa      |
| ŁA   |  | Shigemitsu Yasumasa |
| S    |  | Nemani Nadolo       |
| Ś    |  | Tomoki Kitagawa     |
| Ś    |  | Jaque Fourie        |
| S    |  | Kosei Ono           |
| O    |  | Ayumu Gorōmaru      |

### Najlepiej punktujący
| Punkty | Nazwisko            | Drużyna                   | Przyłożenia | Podwyższenia | Karne | Dropgole |
| ------ | ------------------- | ------------------------- | ----------- | ------------ | ----- | -------- |
| 182    | Ayumu Gorōmaru      | Yamaha Júbilo             | 2           | 38           | 32    | 0        |
| 170    | Ryan Nicholas       | Suntory Sungoliath        | 4           | 39           | 24    | 0        |
| 150    | David Hill          | Toshiba Brave Lupus       | 7           | 53           | 3     | 0        |
| 148    | Shigemitsu Yasumasa | Kintetsu Liners           | 4           | 28           | 24    | 0        |
| 136    | Atsushi Tanabe      | Sanyo Wild Knights        | 2           | 36           | 18    | 0        |
| 119    | Yoshimitsu Kawano   | Ricoh Black Rams          | 5           | 32           | 10    | 0        |
| 104    | Toru Kurihara       | NTT Shining Arcs          | 1           | 24           | 17    | 0        |
| 101    | Nemani Nadolo       | NEC Green Rockets         | 19          | 3            | 0     | 0        |
| 90     | Shaun Webb          | Coca-Cola West Red Sparks | 1           | 23           | 13    | 0        |
| 83     | Hamish Gard         | NTT Docomo Red Hurricanes | 2           | 20           | 11    | 0        |

| Poz. | Nazwisko          | Drużyna             | Przyłożenia |
| ---- | ----------------- | ------------------- | ----------- |
| 1    | Nemani Nadolo     | NEC Green Rockets   | 19          |
| 2    | Hiraku Tomoigawa  | NTT Shining Arcs    | 9           |
| =    | Tomoki Kitagawa   | Sanyo Wild Knights  | 9           |
| =    | Shuetsu Narita    | Suntory Sungoliath  | 9           |
| 5    | Shinichi Yokoyama | Ricoh Black Rams    | 8           |
| =    | Michael Leitch    | Toshiba Brave Lupus | 8           |
| =    | Kilryong So       | Yamaha Júbilo       | 8           |
| =    | Nili Latu         | NEC Green Rockets   | 8           |
| =    | Takashi Kikutani  | Toyota Verblitz     | 8           |

### Pozostałe nagrody
- MVP ligi – George Smith
- MVP play-off – George Smith
- nowicjusz ligi – Michael Leitch
- najlepszy sędzia – Taizō Hirabayashi
- nagrody specjalne (za sto występów w lidze): Tomoaki Nakai, Hirotoki Onozawa, Yuichi Hisadomi, Hitoshi Ono, Tomokazu Soma, Shotaro Onishi, Yoshitaka Hayashi, Hajime Kiso